# 市瀬禎太郎

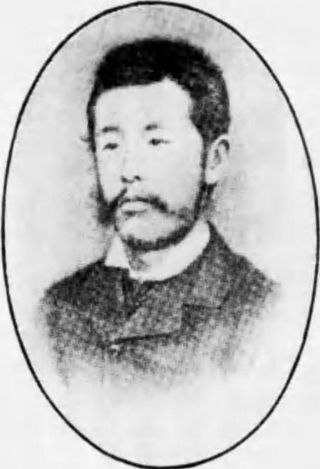
市瀬禎太郎

市瀬 禎太郎（いちのせ ていたろう、1860年3月2日（安政7年2月10日） - 1908年（明治41年）3月8日）は、明治時代の教育者。

## 経歴・人物
丹波国篠山北新町（現在の兵庫県丹波篠山市）出身。7歳で藩学に入り漢学を学び、8歳で篠山藩諸公子相手職を務めた。1875年（明治8年）、旧篠山藩主・青山忠誠が旧藩子弟の優秀者を東京に招致した際に選ばれ、島田篁村の双桂精舎で学んだ。
1880年（明治13年）、多紀郡役所御用掛・学務委員となり、自邸に私塾を開いた。1882年（明治15年）、篠山中学校校長に就任。1884年（明治17年）に篠山中学校は廃止となるが、同年に鳳鳴義塾（現在の兵庫県立篠山鳳鳴高等学校）が設立されると初代塾長となった。
1887年（明治20年）に鳳鳴義塾塾長を退任した後は、第一高等中学校授業嘱託、同教授、山口高等中学校教授、山形県尋常中学校校長、滋賀県第一中学校校長を歴任。1902年（明治35年）に再び鳳鳴義塾塾長となった。

## 著作
- 『雨山先生遺稿』古川岩太郎、1932年。

## 親族
- 次弟：市瀬恭次郎（土木工学者、内務技監）[3]
- 末弟：市瀬敬三郎（陸軍少将）[4]